# Hostio
Hostio fue un antiguo poeta épico romano, que floreció probablemente en el siglo II a. C..
Festo, Macrobio y Servio citan, en todas hasta unas seis líneas, el primer y segundo libros del Bellum Histricum de Hostio. De estos fragmentos, del título de la obra y de las expresiones de los gramáticos, sabemos que el poema estaba compuesto en hexámetros heroicos, que el tema debió haber sido la guerra de Istria librada en el consulado de Aulo Manlio Vulsón y M. Junio Bruto (178 a. C.), cuyos sucesos son relatados en el libro 41.º de Livio, y que el autor vivió antes de Virgilio, si bien ningún autor antiguo ha registrado el periodo de su nacimiento o muerte, su lugar de nacimiento, la época precisa en la que floreció o cualquier otra circunstancia relacionada con su historia personal.
En ausencia de cualquier dato sustancial, los críticos han especulado mucho. Apuleyo cuenta en su Apología que Hostia era el nombre auténtico de la señora más a menudo llamada Cintia en los poemas de Propercio. De aquí Vossio aseguró audazmente que Hostio vivió en la época de Julio César, una postura bastante vaga basada únicamente en la conjetura de que Hostia fue su hija. Weichert, aunque rechaza esta asunción, está dispuesto a admitir que existió una relación entre las partes, y que la naturaleza exacta de la misma está señalada en las palabras del bardo amatorio, quien, habiendo pagado un tributo en el primer libro de sus elegías (ii.27) a los poderes poéticos de la bella, alude expresamente en otro lugar (iii.18, 7; comp. ii.10, 9) a la gloria reflejada en ella por la fama de un erudito abuelo: 

Est tibi forma potens, sunt castae Palladis artes, Splendidaque a docto fama refulget avo.

Si aceptamos que aquí se señala una relación paternal, dado que ningún otro Hostio fue celebrado en los anales literarios de Roma, y puesto que Cintia parece haber sido considerablemente mayor que su amante, podemos adelantar a su abuelo más allá de la época de los Gracos. Esta suposición, en principio poco probable y visionaria, recibe algún apoyo del lenguaje y la versificación de los escasos fragmentos conservados, que aunque bien alejados del barbarismo conservan algo de la antigua rudeza, y también de la circunstancia de que la guerra de Histria fue un conflicto tan poco prominente e importante que es poco probable que fuese elegido como tema por alguien que no hubiese vivido en la época en la que ocurrieron las escenas descritas, o al menos cuando éstas estaban aún frescas en la memoria de los campesinos.